# Święci Wendemial, Longin, Fiorenzo i Eugeniusz
Święci Wendemial, Longin, Fiorenzo i Eugeniusz (zm. 2 maja 483) – święci katoliccy, męczennicy.
Święty Wendemial był biskupem Numidii, biskupstwem św. Longina było Pamariense (Mauretania), a św. Fiorenzo bliżej nieznane miasto w Afryce. Na temat św. Eugeniusza brak bliższych danych. Wszyscy wystąpili przeciwko arianom w czasie synodu, który odbywał się w Kartaginie. Na rozkaz króla Wandalów Huneryka zostali ścięci.
Zgodnie z tradycją do 760 roku, relikwie świętych Wendemiala i Fiorenzo znajdowały się w świątyni znajdującej się w miejscowości Saint-Florent, a później za sprawą biskupa Tiziano przeniesiono je do z Treviso.
Św. Wendemial jest patronem San Vendemiano i Ivano-Fracena.
Wspomnienie świętych obchodzone jest 2 maja.